# Pentax MZ-5n
Pentax «MZ-5n» — малоформатный однообъективный зеркальный фотоаппарат с автофокусом, выпускавшийся с 1997 до 2005 года в чёрном и чёрно-серебристом исполнении. В США фотоаппарат известен под названием «ZX-5n» и производился в чёрно-серебристом исполнении. Выпускался также в варианте с датирующей крышкой (QD), впечатывающей в кадр дату и время съёмки.

## Основные характеристики
- Режимы: M(ручной), Av(приоритета диафрагмы), Tv (приоритет выдержки) и P(режим программной линии).
- Репетир диафрагмы.
- Встроенный экспонометр.
- Экспокоррекция ±3 EV с шагом — 1/2 EV.
- Блокировка экспозиции.
- Автоспуск — 12 сек.
- Электронный затвор из металлических шторок с вертикальным ходом 30 — 1/2000 сек, В.
- Питание 6 Вольт: 2 элемента CR2. Дополнительно может быть использован батарейный блок «Fg» с 4 элементами AA.
- Моторная протяжка плёнки с возможностью серийной съёмки до 2 к/сек.
- Обратная перемотка плёнки. Функция может срабатывать автоматически при окончании плёнки или вызываться вручную.
- Отображение выдержки и положения диафрагмы в видоискателе.
- ЖКИ-дисплей на верхней панели корпуса.
- Функция PowerZoom.
- Панорамная съёмка.

## Совместимость
«MZ-5n» может работать с любыми объективами Pentax. Необходимо учесть лишь несколько нюансов:
- существуют объективы рассчитанные для использования с APS-C-камерами. Такие объективы дадут сильнейшее виньетирование;
- с объективами оснащёнными креплением KAF3 и KF не будет работать автофокус. Подтверждение фокусировки работать будет.